# Петров Борис Федорович (політик)
Петро́в Бори́с Фе́дорович (нар. 23 червня 1952, м. Геленджик, Краснодарський край, Російська РФСР) — український політик.
Депутат ВР України, член фракції Партії регіонів (з листопада 2007), член Комітету з питань правової політики (з грудня 2007); голова Запорізької обласної державної адміністрації (2010—2011), Запорізького регіонального відділення Партії регіонів (з жовтня 2001); член Політради Партії регіонів.

## Життєпис
Народився в родині військовослужбовця.

### Освіта
З вересня 1959 по травень 1969 року — учень середньої школи № 2 міста Бердянська Запорізької області. У вересні 1969 — червні 1974 року — студент Запорізького машинобудівного інституту.
Закінчив Запорізький машинобудівний інститут (1974), «промисловий транспорт», інженер промислового транспорту; Запорізька державна інженерна академія (2000), «економіка підприємств», економіст промислових підприємств.

### Кар'єра
У 1974—1975 роках — інженер-технолог виробничого об'єднання «Запоріжтрансформатор».
У 1975—1976 роках — складач потягів, диспетчер, ревізор з безпеки руху, майстер, у 1976—1979 роках — начальник служби експлуатації, начальник району шлакових відвалів, заступник начальника залізничного цеху Запорізького феросплавного заводу.
У лютому 1979—1987 роках — заступник начальника, начальник транспортного цеху, у 1987—1997 роках — заступник директора, комерційний директор Дніпровського електродного заводу (потім — ВАТ «Український графіт»). У листопаді 1997 — квітні 2006 року — голова правління, генеральний директор ВАТ «Український графіт» у Запоріжжі.
Член Партії регіонів (з березня 2001).
Квітень 2002 року — кандидат в народні депутати України від блоку «За єдину Україну!», № 59 в списку. На час виборів: голова правління-генеральний директор ВАТ «Укрграфіт», член Партії регіонів. Депутат Запорізької обласної ради (квітень 2002 — квітень 2006).
Народний депутат України 5-го скликання з квітня 2006 по листопад 2007 від Партії регіонів, № 36 в списку. На час виборів: голова правління, генеральний директор ВАТ «Український графіт», член ПР. Член Комітету з питань промислової і регуляторної політики та підприємництва (з липня 2006), член фракції Партії регіонів (з травня 2006).
Народний депутат України 6-го скликання з листопада 2007 по 2010 рік від Партії регіонів, № 36 в списку. На час виборів: народний депутат України, член ПР.
Голова Запорізької обласної організації Партії регіонів (7 червня 2001 — 30 листопада 2011). Член Політради Партії регіонів.
З 19 березня 2010 по 2 листопада 2011 року — голова Запорізької обласної державної адміністрації.
З 24 лютого 2012 по 2014 рік — радник Президента України Віктора Януковича.

## Родина
Дружина Олена Вікторівна (1969); син Роман (1975); дочка Єлизавета (1998).

## Нагороди
Орден «За заслуги» ІІІ ступеня (2002), ІІ ступеня (27 червня 2012); почесне звання «Заслужений металург України» (вересень 1998); Почесна грамота Кабінету Міністрів України (13 липня 2001); Почесна грамота Верховної Ради України.